# Lekkoatletyka na Igrzyskach Afrykańskich 2019
Lekkoatletyka na Igrzyskach Afrykańskich 2019 odbywała się w dniach 26–30 sierpnia 2019 roku na Stade Moulay Abdellah położonym w Rabacie.

## Podsumowanie

### Klasyfikacja medalowa
| Klasyfikacja medalowa | Klasyfikacja medalowa    | Klasyfikacja medalowa | Klasyfikacja medalowa | Klasyfikacja medalowa | Klasyfikacja medalowa |
| Miejsce               | Państwo                  | Złoto                 | Srebro                | Brąz                  | Razem                 |
| --------------------- | ------------------------ | --------------------- | --------------------- | --------------------- | --------------------- |
| 1                     | Nigeria                  | 10                    | 7                     | 6                     | 23                    |
| 2                     | Kenia                    | 10                    | 7                     | 3                     | 20                    |
| 3                     | Etiopia                  | 5                     | 5                     | 8                     | 18                    |
| 4                     | Algieria                 | 5                     | 1                     | 1                     | 7                     |
| 5                     | Burkina Faso             | 3                     | 2                     | 0                     | 5                     |
| 6                     | Botswana                 | 3                     | 1                     | 0                     | 4                     |
| 7                     | Egipt                    | 2                     | 5                     | 4                     | 11                    |
| 8                     | Tunezja                  | 2                     | 1                     | 2                     | 5                     |
| 9                     | Ghana                    | 2                     | 1                     | 1                     | 4                     |
| 10                    | Południowa Afryka        | 1                     | 6                     | 10                    | 17                    |
| 11                    | Wybrzeże Kości Słoniowej | 1                     | 1                     | 1                     | 3                     |
| 12                    | Gambia                   | 1                     | 1                     | 0                     | 2                     |
| 13                    | Zambia                   | 1                     | 0                     | 0                     | 1                     |
| 14                    | Maroko                   | 0                     | 6                     | 5                     | 11                    |
| 15                    | Dżibuti                  | 0                     | 1                     | 0                     | 1                     |
| =                     | Erytrea                  | 0                     | 1                     | 0                     | 1                     |
| 17                    | Uganda                   | 0                     | 0                     | 2                     | 2                     |
| 18                    | Benin                    | 0                     | 0                     | 1                     | 1                     |
| =                     | Mauritius                | 0                     | 0                     | 1                     | 1                     |
| =                     | Senegal                  | 0                     | 0                     | 1                     | 1                     |
| Razem                 | Razem                    | 46                    | 46                    | 46                    | 138                   |

### Medaliści
| Konkurencja           | 1. miejsce | 1. miejsce | 2. miejsce | 2. miejsce | 3. miejsce | 3. miejsce |
| Mężczyźni             | Mężczyźni | Mężczyźni  | Mężczyźni | Mężczyźni  | Mężczyźni | Mężczyźni  |
| --------------------- | --- | ---------- | --- | ---------- | --- | ---------- |
| 100 m                 | Raymond Ekevwo                                                                                                | 9.96       | Arthur Cissé | 9.97       | Usheoritse Itsekiri                                                                                              | 10.02      |
| 200 m                 | Sydney Siame                                                                                                  | 20.35      | Divine Oduduru | 20.54      | Anaso Jobodwana                                                                                                  | 20.56      |
| 400 m                 | Leungo Scotch                                                                                                 | 45.27      | Thapelo Phora | 45.59      | Chidi Okezie | 45.61      |
| 800 m                 | Abdessalem Ayouni                                                                                             | 1:45.17    | Cornelius Tuwei | 1:45.41    | Oussama Nabil | 1:45.42    |
| 1500 m                | George Manangoi                                                                                               | 3:38.27    | Ayanleh Souleiman | 3:38.44    | Charles Simotwo                                                                                                  | 3:38.51    |
| 5000 m                | Robert Kiprop                                                                                                 | 13:30.96   | Edward Zakayo | 13:30.96   | Richard Yator | 13:31.41   |
| 10 000 m              | Berehanu Tsegu                                                                                                | 27:56.81   | Aron Kifle | 27:57.79   | Jemal Yimer | 27:59.02   |
| 110 m przez płotki    | Amine Bouanani                                                                                                | 13.60      | Oyeniyi Abejoye | 13.90      | Louis-François Mendy                                                                                             | 14.05      |
| 400 m przez płotki    | Abdelmalik Lahoulou                                                                                           | 49.08      | Bienvenu Sawadogo | 49.25      | Mohamed Amine Touati                                                                                             | 49.29      |
| 3000 m z przeszkodami | Benjamin Kigen                                                                                                | 8:12.39    | Getnet Wale | 8:14.06    | Soufiane El Bakkali                                                                                              | 8:19.45    |
| 4×100 m               | Ghana · Sean Safo-Antwi · Benjamin Azamati-Kwaku · Martin Owusu-Antwi · Joseph Amoah                          | 38.30      | Nigeria · Raymond Ekevwo · Divine Oduduru · Emmanuel Arowolo · Usheoritse Itsekiri · Ogho-Oghene Egwero · Adeseye Ogunlewe | 38.59      | Południowa Afryka · Henricho Bruintjies · Anaso Jobodwana · Thando Dlodlo · Chederick van Wyk · Derrick Mokaleng | 38.80      |
| 4×400 m               | Botswana · Zibane Ngozi · Ditiro Nzamani · Onkabetse Nkobolo · Leungo Scotch                                  | 3:02.55    | Południowa Afryka · Gardeo Isaacs · Ranti Dikgale · Thapelo Phora · Derrick Mokaleng                                       | 3:03.18    | Nigeria · Shedrack Akpeki · Samson Oghenewegba Nathaniel · Ifeanyi Emmanuel Ojeli · Chidi Okezie                 | 3:03.42    |
| Chód na 20 km         | Samuel Gathimba                                                                                               | 1:22:48    | Yohanis Algaw | 1:22:50    | Wayne Snyman | 1:23:38    |
| Półmaraton            | Titus Ekiru                                                                                                   | 1:01:42    | Mohamed Reda El Aaraby | 1:02:44    | Hamza Sahili | 1:02:45    |
| Skok wzwyż            | Mpho Links | 2.20       | Mathew Sawe | 2.15       | Breyton Poole | 2.15       |
| Skok o tyczce         | Hichem Khalil Cherabi                                                                                         | 5.00       | Mejdi Chehata | 4.70       | Larbi Bourrada                                                                                                   | 4.70       |
| Skok w dal            | Yasser Triki                                                                                                  | 8.01       | Marouane Kacimi | 7.79       | Romeo N'tia | 7.72       |
| Trójskok              | Hugues Fabrice Zango                                                                                          | 16.88      | Yasser Triki | 16.71      | Jonathan Drack                                                                                                   | 16.53      |
| Pchnięcie kulą        | Chukwuebuka Enekwechi                                                                                         | 21.48      | Mohamed Magdi Hamza | 20.85      | Mostafa Amr Hassan                                                                                               | 20.74      |
| Rzut dyskiem          | Shehab Ahmed                                                                                                  | 59.29      | Ayomidotun Kelvin Ogundeji                                                                                                 | 57.82      | Elbachir Mbarki                                                                                                  | 56.92      |
| Rzut młotem           | Mostafa El Gamel                                                                                              | 72.50      | Alaa El-Ashry | 72.04      | Islam Mohamed | 71.36      |
| Rzut oszczepem        | Julius Yego                                                                                                   | 87.73      | Alexander Kiprotich | 77.50      | Nnamdi Chinecherem                                                                                               | 73.24      |
| Dziesięciobój         | Larbi Bourrada                                                                                                | 7319       | Moustafa Ramadan | 7099       | Marouane Kacimi                                                                                                  | 6607       |
| Kobiety               | |            | |            | |            |
| 100 m                 | Marie-Josée Ta Lou                                                                                            | 11.09      | Gina Bass | 11.13      | Bassant Hemida                                                                                                   | 11.31      |
| 200 m                 | Gina Bass | 22.58      | Bassant Hemida | 22.89      | Marie-Josée Ta Lou                                                                                               | 23.00      |
| 400 m                 | Galefele Moroko                                                                                               | 51.30      | Favour Ofili | 51.68      | Grace Obour | 51.86      |
| 800 m                 | Hirut Meshesha                                                                                                | 2:03.16    | Rababe Arafi | 2:03.20    | Halimah Nakaayi                                                                                                  | 2:03.55    |
| 1500 m                | Quailyne Jebiwott Kiprop                                                                                      | 4:19.33    | Mary Kuria | 4:20.19    | Lemlem Hailu | 4:20.60    |
| 5000 m                | Lilian Kasait Rengeruk                                                                                        | 15:33.63   | Hawi Feysa | 15:33.99   | Alemitu Tariku                                                                                                   | 15:37.15   |
| 10 000 m              | Tsehay Gemechu                                                                                                | 31:56.92   | Zeineba Yimer | 31:57.95   | Dera Dida | 31:58.78   |
| 100 m przez płotki    | Tobi Amusan                                                                                                   | 12.68      | Marthe Koala | 13.20      | Taylon Bieldt | 13.40      |
| 400 m przez płotki    | Vanice Nyagisera                                                                                              | 56.95      | Lamiae Lhabze | 56.97      | Uwemedino Abasiono Akpan                                                                                         | 57.66      |
| 3000 m z przeszkodami | Mekides Abebe                                                                                                 | 9:35.18    | Mercy Gitahi | 9:37.53    | Weynshet Ansa | 9:38.56    |
| 4×100 m               | Nigeria · Joy Udo-Gabriel · Mercy Ntia-Obong · Jasper Bukola Adekunle · Rosemary Chukwuma · Blessing Okagbare | 44.16      | Południowa Afryka · Tebogo Mamathu · Tamzin Thomas · Patience Ntshingila · Taylon Bieldt · Lynique Beneke                  | 44.61      | Kenia · Maximila Imali · Milcent Ndoro · Maureen Nyatichi Thomas · Joan Cherono ·                                | 45.44      |
| 4×400 m               | Nigeria · Kemi Francis · Patience Okon George · Blessing Oladoye · Favour Ofili                               | 3:30.32    | Botswana · Oarabile Babolayi · Oratile Nowe · Amantle Montsho · Galefele Moroko                                            | 3:31.96    | Uganda · Stella Wonruku · Nasiba Nabirye · Emily Nanziri · Leni Shida                                            | 3:32.25    |
| Chód na 20 km         | Emily Ngii | 1:34:41    | Grace Wanjiru | 1:34:57    | Yehualeye Beletew                                                                                                | 1:35:21    |
| Półmaraton            | Yalemzerf Yehualaw                                                                                            | 1:10:26    | Degitu Azimeraw | 1:10:31    | Meseret Belete                                                                                                   | 1:12:08    |
| Skok wzwyż            | Rose Yeboah                                                                                                   | 1.84       | Rhizlane Siba | 1.81       | Ariyat Dibow Ubang                                                                                               | 1.81       |
| Skok o tyczce         | Dora Mahfoudhi                                                                                                | 4.31       | Fatma Elbendary | 4.10       | Dina Eltabaa | 4.00       |
| Skok w dal            | Ese Brume | 6.69       | Deborah Acquah | 6.37       | Lynique Beneke                                                                                                   | 6.30       |
| Trójskok              | Grace Anigbata                                                                                                | 13.75      | Jamaa Chnaik | 13.69      | Zinzi Chabangu                                                                                                   | 13.59      |
| Pchnięcie kulą        | Sade Olatoye                                                                                                  | 16.61      | Ischke Senekal | 16.18      | Mieke Strydom | 14.64      |
| Rzut dyskiem          | Chioma Onyekwere                                                                                              | 59.91      | Yolandi Stander | 57.75      | Ischke Senekal                                                                                                   | 53.95      |
| Rzut młotem           | Lætitia Bambara                                                                                               | 65.28      | Temilola Ogunrinde | 64.68      | Sade Olatoye | 63.97      |
| Rzut oszczepem        | Kelechi Nwanaga                                                                                               | 55.88      | Jo-Ane van Dyk | 55.38      | Sunette Viljoen                                                                                                  | 53.44      |
| Siedmiobój            | Marthe Koala                                                                                                  | 5866       | Kemi Francis | 5683       | Nada Chroudi | 5302       |